# レディング鉄道

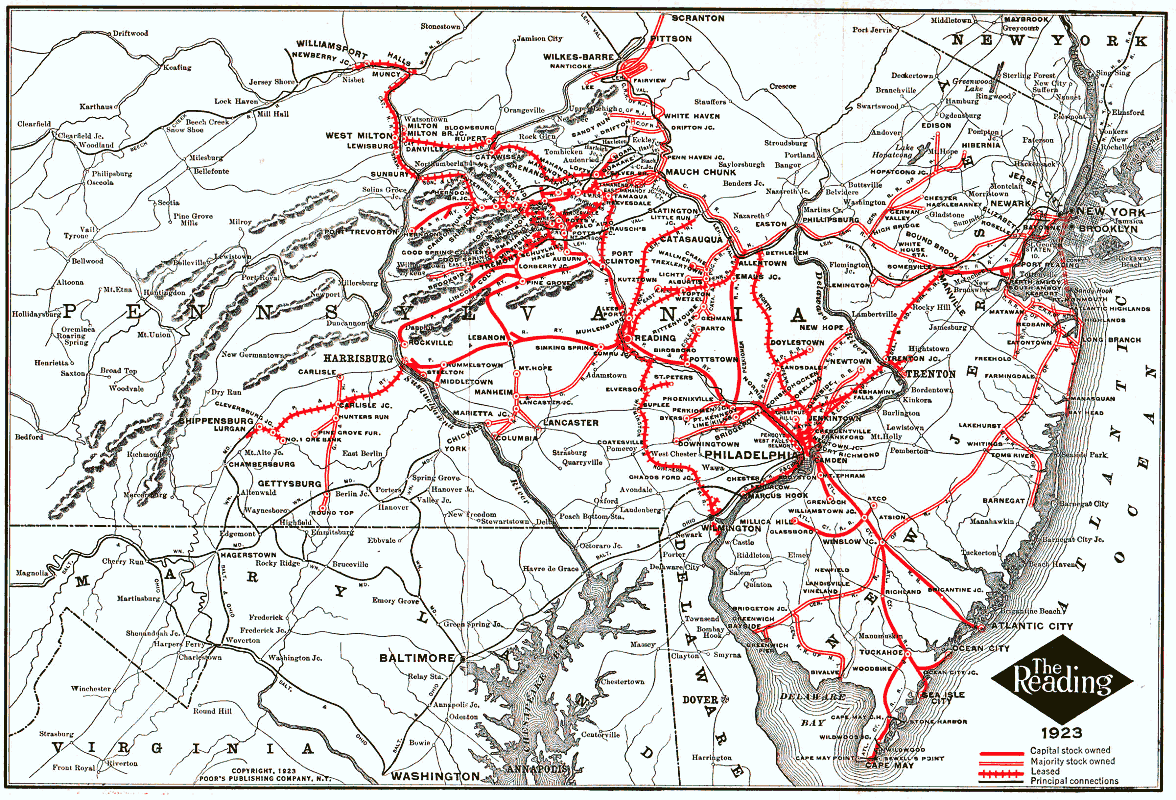
1923年の路線図

レディング鉄道（レディングてつどう、英語: Reading Railroad）、あるいはレディング・カンパニー（Reading Company）、レディング・ラインズ（Reading Lines）は南東部ペンシルベニア州およびその周辺の州で運行していたアメリカ合衆国の鉄道事業者である。1924年以前は、正式名称はフィラデルフィア・アンド・レディング鉄道（Philadelphia and Reading Rail RoadあるいはPhiladelphia and Reading Railway）であった。第二次世界大戦後、コール・リージョンにおける無煙炭の出荷が衰退するまでは、アメリカ合衆国でも屈指の裕福な企業であった。石炭輸送の減少に加えて高速道路との競争、そして輸送が短距離であったことから1970年代に経営破綻した。鉄道は1976年にコンレールへ吸収されたが、会社自体は所有していた不動産を処分するために2000年まで存続していた。
子会社のアトランティックシティ鉄道を通じてアトランティックシティに鉄道が伸びていたことから、アトランティックシティ周辺の事物に由来する名前を付けているアメリカ版モノポリーにレディング鉄道が登場する。ただし日本版モノポリーにおいては「リーディング鉄道」と表記されている。

## 歴史

### フィラデルフィア・アンド・レディング鉄道 1833年 - 1896年
フィラデルフィア・アンド・レディング鉄道はアメリカ合衆国でも初期に建設された鉄道であった。スクーカル川の谷に建設された馬車鉄道であるリトル・スクーカル (Little Schuylkill) と並んで、フィラデルフィア・アンド・レディング鉄道は、のちにレディング鉄道となる区間の初期の部分を建設した。当初、フィラデルフィア・アンド・レディング鉄道は、ペンシルベニア州北東部のコール・リージョンの炭鉱から産出した無煙炭をフィラデルフィアへ輸送するために建設された。当初のフィラデルフィア・アンド・レディング鉄道の本線は、炭鉱の町ポッツビルから南へレディングに至り、そこからフィラデルフィアへ全93マイルの行程のほぼすべてを緩やかな勾配のスクーカル川の岸に沿って伸びていた。フィラデルフィア・アンド・レディング鉄道本線は1843年の完成時点で、アメリカ合衆国において本線としては最初の複線であった。
産業においても家庭においても、石炭が薪に代わる燃料となったことから、フィラデルフィア・アンド・レディング鉄道はすぐに利益の上がる事業となった。まもなく、フィラデルフィア・アンド・レディング鉄道は、スクーカル川の谷やコール・リージョンにおいて多くの鉄道を買収し、あるいは借り受けた。またレディング鉄道はフィラデルフィアに、輸出用の石炭を船積みするためにポート・リッチモンドを建設した。これにより無煙炭の市場が拡大し、フィラデルフィア・アンド・レディング鉄道のさらなる成功の鍵となった。ポート・リッチモンドは「私有では世界最大の臨海鉄道ターミナル」であると、フィラデルフィア・アンド・レディング鉄道は自称していた。1871年、フィラデルフィア・アンド・レディング鉄道は子会社としてフィラデルフィア・アンド・レディング石炭鉄鋼会社（Philadelphia and Reading Coal and Iron Company、のちにレディング無煙炭会社となる）を設立し、コール・リージョンにおいて炭鉱の買収に着手した。この垂直統合によりフィラデルフィア・アンド・レディング鉄道は採炭から販売まで、石炭をほぼ完全に掌握することになった。
石炭への大規模な投資はすぐに効果を表した。1871年にはフィラデルフィア・アンド・レディング鉄道は資産価値1億7000万ドルとなり、世界最大の企業となった。世界最初のコングロマリットであった可能性もある。1879年にはノース・ペンシルバニア鉄道を買収し、リーハイ峡谷で発展しつつあった製鉄産業へも鉄道が伸びていった。
デラウェア・アンド・バウンド・ブルック鉄道を1879年に掌握し、またポート・レディング鉄道を1892年に建設することでニューヨークへ到達し、フィラデルフィア・アンド・レディング鉄道はさらに自身の「石炭帝国」を拡大した。これによりポート・リッチモンドからメイ岬を周ってニューヨーク港まで長い船舶輸送をせずに、ニューヨークへ直接鉄道と艀を利用して石炭を送り込むことができるようになった。
フィラデルフィア・アンド・レディング鉄道が石炭に依存していたことが結果的に、1870年代に会社を没落させることになった。19世紀半ばには、フィラデルフィア・アンド・レディング鉄道は鉄道網を拡大することに投資せずに、石炭とその輸送に投資していた。アーチボールド・マクレオド (Archibald McLeod) 率いるフィラデルフィア・アンド・レディング鉄道は最終的に、自社の鉄道路線を拡大し幹線鉄道となることで、より多くの利益を上げられると睨んだ。マクレオドは1891年に付近の鉄道網の支配権を握ろうと試みた。そしてリーハイ・バレー鉄道、セントラル・レールロード・オブ・ニュージャージー、ボストン・アンド・メイン鉄道などの経営を握ることに成功した。レディング鉄道は幹線鉄道となるという目標をほぼ達成するところまできたが、しかしアメリカ合衆国北東部の鉄道事業においてより競争が激しくなることを望まないジョン・モルガンなどの妨害によりこれは失敗することになった。フィラデルフィア・アンド・レディング鉄道は、その後の歴史を地域的な鉄道に甘んじることになった。

#### 1833年から1893年にかけての鉄道網拡張

1873年の地図

フィラデルフィア・アンド・レディング鉄道はスクーカル川沿いにフィラデルフィアとレディングを結ぶ路線の特許を1833年4月4日に取得した。レディングからノーリスタウンまでは1838年7月16日に、全線は1839年12月9日に開通した。フィラデルフィア側のターミナルは、州が保有するフィラデルフィア・アンド・コロンビア鉄道のスクーカル川西岸にあり、そこからフィラデルフィア・アンド・コロンビア鉄道線上を東に走ってコロンビア鉄道橋を渡り、市有のシティ鉄道に乗り入れて、ブロード通りとチェリー通りの南東角にあった車庫へと通じていた。
レディングからやはりスクーカル川に沿って北西へマウント・カーボンまでの延長は1842年1月13日に開通し、これでスクーカル運河と競争できるようになった。マウント・カーボンでは、ポッツビル経由で炭鉱群へと続き、あるいは将来的にウィリアムズポートへ延長される予定となっていた、マウント・カーボン鉄道 (Mount Carbon Railroad) に接続した。同年5月17日、ウェスト・フォールズからデラウェア川沿いでフィラデルフィアの北にあるポート・リッチモンドまでの貨物支線が開通した。ポート・リッチモンドはのちに大規模な石炭積み出し港となった。
1851年1月1日、フィラデルフィア・アンド・コロンビア鉄道のフィラデルフィア・アンド・レディング鉄道との接続点のすぐ西にあるベルモント・プレーン (Belmont Plane) が新線に切り替えられて廃止となり、この区間より東側は旧線の使用を続けた唯一の会社となったフィラデルフィア・アンド・レディング鉄道に対して売却された。
レバノン・バレー鉄道は、1836年にレディングから西へハリスバーグまでの路線特許を得た。フィラデルフィア・アンド・レディング鉄道はこの会社を買収して、1854年に建設に着手し、1856年に開通させた。これによりフィラデルフィア・アンド・レディング鉄道はフィラデルフィアとハリスバーグを結ぶ路線を手に入れ、主要なライバルとなったペンシルバニア鉄道と初めて直接競争することができるようになった。1859年には、ブリッジポートから西へダウニングタウンまでの支線であったチェスター・バレー鉄道 (Chester Valley Railroad) を借り受けた。この路線はかつてはフィラデルフィア・ジャーマンタウン・アンド・ノーリスタウン鉄道 (Philadelphia, Germantown and Norristown Railroad) によって運行されていた。
チェリー通りにあった旧駅より北の、ブロード通りとキャローヒル通り (Callowhill Streets) の地点に新しいフィラデルフィアのターミナル駅が1859年12月24日に開業した。レディング・アンド・コロンビア鉄道 (Reading and Columbia Railroad) は1857年にレディングから南西にサスケハナ川沿いのコロンビアまでの路線特許を取得した。この路線はレバノン・バレー鉄道にシンキング・スプリングからレディングまで乗り入れることで1864年に開通した。レディング鉄道はこの会社を1870年に借り受けた。
初期のフィラデルフィア・アンド・レディング鉄道では所有している機関車すべてに「ウィノナ」「ジェファーソン」など、それぞれ固有の名前を付けていた。これはほかの多くのアメリカ合衆国の鉄道と同様に、鉄道で先行していたイギリスに倣ったものであった。しかし1871年12月にフィラデルフィア・アンド・レディング鉄道では名前から番号に置き換えた。ポート・ケネディにある採石場までの短い支線、ポート・ケネディ鉄道 (Port Kennedy Railroad) を1870年に借り受けた。また同年、フェニックスビルから西にバイヤーズ (Byers) へ通じる支線を1871年に開通させることになるピッカリング・バレー鉄道 (Pickering Valley Railroad) を借り受けた。
1875年にはカムデン・アンド・アトランティック鉄道の取締役のうち、取締役を24年間務めたサミュエル・リチャーズ率いる4人の取締役が会社を辞任し、カムデンからアトランティックシティまでクレメントン経由の鉄道を建設する会社を設立することになった。この会社はフィラデルフィア・アンド・アトランティックシティ鉄道 (Philadelphia and Atlantic City Railway) として1876年3月24日に設立され、当時狭軌が成功を収めており運行費用を低減できたため、3フィート6インチ軌間が採用された。工事は1877年4月に開始された。線路は驚異的なことに90日で完成した。1877年7月7日土曜日、最後の犬釘が打ち込まれて54.67マイルの鉄道が開通した。しかし1878年6月12日にフィラデルフィア・アンド・アトランティックシティ鉄道は経営破綻した。セントラル・レールロード・オブ・ニュージャージーおよびフィラデルフィア・アンド・レディング鉄道によって1883年9月20日で100万ドルで買収された。そして名前は1883年12月4日にPhiladelphia and Altantic City Railroadへと改称された。最初の大きな仕事は線路を標準軌に改軌することであった。改軌工事は1884年10月5日に完成した。フィラデルフィア・アンド・レディング鉄道はこの会社の完全な支配権を1885年12月4日に握った。
フィラデルフィア・アンド・レディング鉄道は、ノース・ペンシルバニア鉄道を1879年5月14日に借り受けた。これによりフィラデルフィアから北へベスレヘムの路線を手に入れ、またナショナル鉄道の計画に由来するデラウェア・アンド・バウンド・ブルック鉄道 (Delaware and Bound Brook Railroad) により、ニューヨークへの経路を手に入れて、ペンシルバニア鉄道の傘下のユナイテッド・ニュージャージー鉄道運河と直接の競合関係となった。ニューヨーク川では、セントラル・レールロード・オブ・ニュージャージーのジャージーシティにおけるターミナル駅を使用した。

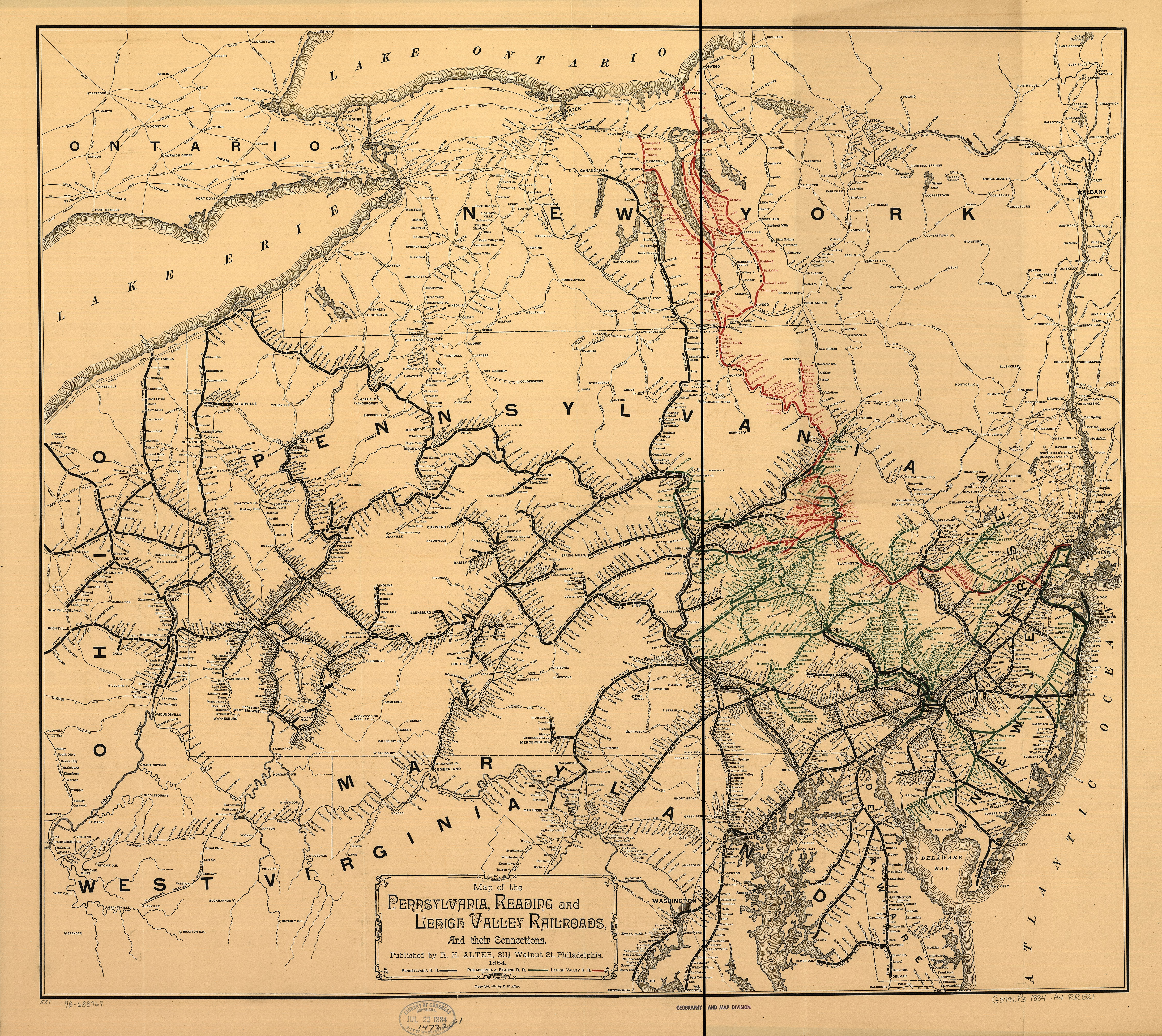
1884年の、ペンシルバニア鉄道、フィラデルフィア・アンド・レディング鉄道、リーハイ・バレー鉄道の地図、フィラデルフィア・アンド・レディング鉄道がセントラル・レールロード・オブ・ニュージャージーを傘下に収めた直後

1883年5月29日、フィラデルフィア・アンド・レディング鉄道はセントラル・レールロード・オブ・ニュージャージーを借り受けた。フィラデルフィア・アンド・レディング鉄道は最終的に、セントラル・レールロード・オブ・ニュージャージーの株式の過半を買い占めた。
1889年4月1日付でフィラデルフィア・アンド・レディング鉄道は、フィラデルフィア・アンド・アトランティックシティ鉄道、ウィリアムズタウン・アンド・デラウェア・リバー鉄道 (Williamstown and Delaware River Railroad)、グラスボロ鉄道 (Glassboro Railroad)、カムデン・グロスター・アンド・マウント・エフレイム鉄道 (Camden, Gloucester and Mt. Ephraim Railway)、そして南部ニュージャージーでアトランティックシティ鉄道へ通じるカインズ・ポイント・ターミナル鉄道 (Kaighn's Point Terminal Railroad) と合併した。ポート・レディング鉄道は1890年に路線特許を受けて1892年に開業し、ニューヨークへの本線のバウンド・ブルック近くで分岐して東へ走り、パースアンボイ近くのアーサー・キルに面する新しい港であるポート・レディングまでを結んだ。
アーチボールド・マクレオド社長時代の1891年12月1日にリーハイ・バレー鉄道を借り受けたが、フィラデルフィア・アンド・レディング鉄道が経営破綻したためにこれは1893年8月8日に取り消された。またセントラル・ニューイングランド鉄道とボストン・アンド・メイン鉄道も同様に手放した。1893年恐慌の混乱の中、ジョゼフ・スミス・ハリス (Joseph Smith Harris) が社長に選ばれた。彼の指導の下、レディング・カンパニーが設立され11月30日付でフィラデルフィア・アンド・レディング鉄道は同社に吸収された。また1893年には、フィラデルフィア・アンド・レディング鉄道は有名なレディング駅をフィラデルフィアに完成させた。レディング駅は、フィラデルフィア・アンド・レディング鉄道のフィラデルフィア行列車のほとんどが終着駅とし、また会社の本社としても機能した。

### フィラデルフィア・アンド・レディング鉄道 1896年 - 1923年

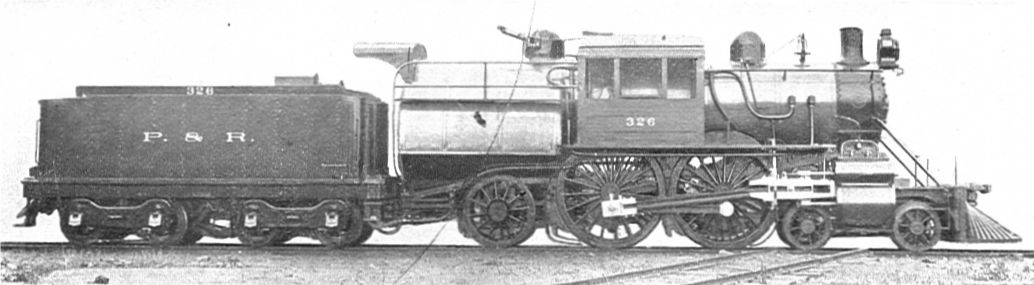
ボークレイン複式のアトランティック型機関車、1907年頃

1893年恐慌と、アーチボールド・マクレオドがフィラデルフィア・アンド・レディング鉄道を主要幹線鉄道にしようとした努力が失敗した後、フィラデルフィア・アンド・レディング鉄道は独占の懸念を受けて再編成をしなければならなくなった。鉄道部門であるフィラデルフィア・アンド・レディング鉄道および石炭部門のフィラデルフィア・アンド・レディング石炭鉄鋼会社の持株会社としてレディング・カンパニーが設立された。しかし1906年にセオドア・ルーズベルト政権によりヘプバーン法が制定された。この法律によりすべての鉄道会社は鉱山の所有と運営への投資を引き揚げなければならなくなり、レディング・カンパニーもフィラデルフィア・アンド・レディング石炭鉄鋼会社を売却しなければならなかった。
フィラデルフィア・アンド・レディング鉄道にとって石炭の採掘と輸送は最大の事業であったが、沿線での多くの産業の発展に伴ってより多角化した経営となっていった。ある時点では平均して本線の1マイルあたり5種類の産業が発展し、またフィラデルフィア・アンド・レディング鉄道の連絡路線としての機能を強化していった。
こうした連絡路線としては、アルファベットルートでの重要な役割があった。ボストンやニューヨークからシカゴまでのルートで、リーハイー・バレー鉄道やセントラル・レールロード・オブ・ニュージャージーからの貨物がアレンタウンでフィラデルフィア・アンド・レディング鉄道へ引き継がれ、イースト・ペン支線を輸送されてレディングへ到達し、そこからレバノン・バレー支線で西へハリスバーグへ、そしてフィラデルフィア・ハリスバーグ・アンド・ピッツバーグ支線でシッペンスバーグへと輸送された。そこでウェスタン・メリーランド鉄道に接続してさらに西へ輸送された。この経路は「クロスライン」(Crossline) として知られるようになり、とても重要なものとなった。このためフィラデルフィア・アンド・レディング鉄道では、よりシームレスな旅客および貨物の引き継ぎを実現できるように、これら連絡鉄道の間に機関車を集めるようになった。
フィラデルフィア・アンド・レディング鉄道は、1870年代ほど強力な地位を取り戻すことはできなかったが、それでもとても利益が上がる重要な鉄道であった。20世紀になるころから第一次世界大戦の勃発まで、フィラデルフィア・アンド・レディング鉄道はとても近代的で効率的な鉄道であった。大鉄道会社の水準についていくために、フィラデルフィア・アンド・レディング鉄道は、小さな鉄道会社では試みないような多くの改良プロジェクトに着手した。これはたとえば主要路線の三線化・複々線化であり、信号や線路の改良であり、線路容量の拡大や駅の改良であった。
ペンシルバニア鉄道の緩勾配路線やラッカワナ・カットオフのように、フィラデルフィア・アンド・レディング鉄道も新しいカットオフや迂回路線、接続路線の建設に投資した。レディングの町を西方に迂回する7.2マイルのレディング・ベルト線は1902年に完成し、レディングの町の過密な路線を緩和した。
ブリッジポートでは、1903年にスクーカル川に架かる新しい橋が建設された。この橋は西岸（南岸）のフィラデルフィア・アンド・レディング鉄道の本線と対岸のマナヤンク/ノーリスタウン線を結び、ノーリスタウンへの旅客輸送を可能にするとともに、ウェスト・サイド貨物線と称する旧本線の迂回路となった。
レディング駅へ通じる主要経路であるザ・ナインス・アベニュー支線も改良された。1907年から1914年にかけて、古い地平の複線路線は高架の複々線に切り替えられ、線路容量を増強し安全性を高めた。また1901年にフィラデルフィア・アンド・レディング鉄道はセントラル・レールロード・オブ・ニュージャージーの過半数の株式を握り、フィラデルフィアのレディング駅からセントラル・レールロード・オブ・ニュージャージー駅まで、バウンド・ブルック経由でセントラル・レールロード・オブ・ニュージャージーの本線に乗り入れて乗換なしの列車を運行できるようになった。ボルチモア・アンド・オハイオ鉄道もまたニューヨークへの鉄道の接続を考えており、1903年にボルチモア・アンド・オハイオ鉄道はフィラデルフィア・アンド・レディング鉄道の支配権を握って、これによりフィラデルフィア・アンド・レディング鉄道およびセントラル・レールロード・オブ・ニュージャージー経由でジャージーシティまで列車を乗り入れられるようになった。
北へは、ニューヨーク・ショート線が1906年に完成し、ニューヨーク方面への通しの貨物列車とボルチモア・アンド・オハイオ鉄道のロイヤル・ブルーの通行する経路となった。

#### レディング工場
1901年にレディング操車場とノース6番通りに沿ってレディング工場の建設が開始された。この工場では多くの機関車や鉄道車両の製造と修理を行えるようになっていた。工場は4年後に完成し、堂々とした煉瓦造りの建物を構え、アメリカで最大の鉄道工場となった。ほとんどのアメリカの鉄道会社と異なり、ここでは自社で使用する機関車を製造することができた。この建物はこんにちでも、鉄道用途以外に使われているが存在している。増加する輸送を捌くために、巨大な車軸配置2-8-8-2のマレー式蒸気機関車N1型や車軸配置2-8-2の貨物用M1型など、大型の蒸気機関車が導入された。M1型は1両をレディング鉄道自身で製造し、残りをボールドウィン・ロコモティブ・ワークスが製造した。また巨大な車軸配置2-10-2のK-1型貨物機関車、車軸配置4-6-2のG1型旅客機関車なども製造された。こうした大型の機関車は、フィラデルフィア・アンド・レディング鉄道にとって機関車の伝統を打ち破るものであった。M1型はフィラデルフィア・アンド・レディング鉄道の機関車で初めて従台車を採用したもので、またウーテン火室の後部に運転台を搭載した最初の機関車でもあった。G1型は、フィラデルフィア・アンド・レディング鉄道において3動軸を採用した最初の旅客用機関車であった。
またこの時期、フィラデルフィア・アンド・レディング鉄道は小型の4-4-0機関車や入換機関車などにも投資している。

#### 旅客営業
フィラデルフィア・アンド・レディング鉄道は大規模な長距離旅客列車網は展開していなかったが、それでも多くの愛称つきの列車を運行しており、その中でも有名なのがフィラデルフィアとジャージーシティを結ぶ流線形車両を使用したクルセイダーであった。他には、ジャージーシティとハリスバーグを結ぶハリスバーグ・スペシャル (Harrisburg Special)、フィラデルフィアとシャモキンを結ぶキング・コール (King Coal)、フィラデルフィアとベスレヘムを結ぶノース・ペン (North Penn)、ジャージーシティとハリスバーグを結ぶクイーン・オブ・ザ・バレー (Queen of the Valley)、フィラデルフィアとポッツビルを結ぶスクーカル (Schuylkill)、フィラデルフィアとジャージーシティを結ぶウォール・ストリート (Wall Street) などがあった。また、フィラデルフィアとビンガムトンを結ぶインターステート・エクスプレス (The Interstate Express) の共同運行をセントラル・レールロード・オブ・ニュージャージーおよびデラウェア・ラッカワナ・アンド・ウェスタン鉄道と行っていた。またこれに加えて、ベスレヘムで接続するリーハイ・バレー鉄道との間で通しの客車運行も行っていた。またほかの鉄道会社同様に、フィラデルフィア・アンド・レディング鉄道もアメリカ合衆国郵政省と契約を結んで郵便物の運搬および運送中の仕分け作業を行っていた。第二次世界大戦後、郵便物の輸送量の減少に直面し、レディング鉄道は政府に対して1961年に旅客列車における郵便物輸送を中止する意向を通知した。1963年7月1日付で合衆国郵政省は213万7000ドル相当の輸送契約を解除し、レディング鉄道は旅客列車をバッド製の気動車での運行に切り替えて、ほとんどの機関車牽引旅客列車の運行を中止し、費用を削減した。
またレディング鉄道は、フィラデルフィアのレディング駅から大規模で輸送量の多い通勤列車網を走らせていた。1920年代末にはほとんどの近郊鉄道網は効率改善のために電化された。有名な例外がニュータウンへの支線であった。

### レディング鉄道 1924年 - 1976年
第一次世界大戦に伴うアメリカ合衆国鉄道管理局による直接管理後、民間経営に戻された際にフィラデルフィア・アンド・レディング鉄道は企業組織を合理化することを決定した。フィラデルフィア・アンド・レディング鉄道およびフィラデルフィア・アンド・レディング石炭鉄鋼会社の持ち株会社として設立されたレディング・カンパニーは、フィラデルフィア・アンド・レディング石炭鉄鋼会社の売却後20年にわたり鉄道のみを管理下に置いていた。1924年に組織の単純化のために、フィラデルフィア・アンド・レディング鉄道は営業を終了し、レディング・カンパニーが直接鉄道の営業を行うようになった。第一次世界大戦直後の時期がおそらくレディング鉄道にとって最高の時期で、平和な時期としては輸送量が最大であった。年間輸送量は無煙炭1500万トン、瀝青炭2500万トン、さらに工業向け輸送がほかに3000万トンあった。石炭輸送への依存から脱却する大いなる努力をしていたのだが、それでもレディング鉄道はいまだに石炭輸送の収入に大きく頼っていた。不幸なことに、ペンシルベニア州における無煙炭の生産は1917年に9970万トンで歴史上の最高に達してしまった。
世界恐慌はレディング鉄道に犠牲を強いることになり、この時期初めて路線の廃止が見られるようになった。第二次世界大戦に際しては旅客・貨物ともに輸送が急増した。1950年代初頭が輸送量のピークで、ちょうど最新式のディーゼル機関車が導入された直後、輸送量は大幅に落ち込み始めた。1962年にはアメリカ政府から初めて3000万ドルの融資を受けることになった。会社の上層部はこのことを「オペレーション・ブートストラップ」(Operation Bootstrap) と称した。

#### 通勤路線
1920年代には、レディング鉄道はフィラデルフィアのレディング駅を中心としナインス・ストリート支線から分岐していく濃密な通勤輸送路線網を運営しており、多くは小型の4-4-0、4-4-2、4-6-0などのキャメルバック式蒸気機関車が牽引していた。以下にあげる路線は世界恐慌を前に電化された。
- ノーリスタウン線（英語版）
- チェスナット・ヒル線（英語版）
- ランズデール/ドイルズタウン線（英語版）
- ウォーミンスター線（英語版）（ウォーミンスターまでの延長は1974年）
- ウェスト・トレントン線（英語版）

電化されなかった例外としては、フォックス・チェイス/ニュータウン支線がある。フィラデルフィアの市政府からの公的資金の援助を受けて、この路線は市の境界ぎりぎりにあるフォックス・チェイス駅まで1966年9月に電化された。1970年代にはニュータウン駅まで電化が完成するはずであったが、自治体からの補助金がすぐには用意できず、フォックス・チェイス - ニュータウン間はレディング鉄道の近郊通勤網の中で唯一非電化で残されていた。旅客輸送は1983年1月14日に廃止となった。

#### 倒産
レディング鉄道は1971年に倒産することになった。倒産は、衰退する石炭輸送収入、トラックに貨物輸送を奪われたこと、政府の厳しい規制により鉄道が柔軟に運賃を決めることができなかったこと、多額の税金を払わなければならなかったこと、損失の大きな路線を一般運輸事業者として運営継続することを求められたことなどが挙げられる。
さらに問題を複雑にすることに、レディング鉄道は運営上負った債務をペン・セントラル鉄道に対して支払い続けなければならなかったが、この当時すでに倒産していたペン・セントラル鉄道はレディング鉄道に対して債務を支払う必要がなかったということがある。

### レディング鉄道以降 1976年 -
1976年4月1日、レディング・カンパニーは現有鉄道資産を新しく設立された統合鉄道公社コンレールに対して売却し、650件の不動産、いくつかの炭鉱資産、そして52の廃止路線の土地が残された。1999年時点で、コンレールのノーフォーク・サザン鉄道とCSXトランスポーテーションの間での分割の結果、旧レディング鉄道の路線のほとんどはノーフォーク・サザン鉄道の路線網の一部となっている。その時点で、残されたレディング・カンパニーは350件の不動産を処分していた。
1980年代初頭の時点で、ロサンゼルスの弁護士ジェームズ・コッター (James Cotter) が自身の所有する持株会社クレイグ・コーポレーション (Craig Corporation) を通じてレディング・カンパニーを買収した。そしてその残りの資産を処分した。この会社は残された最後の鉄道関連資産である、レディング駅のヘッドハウスを1993年に売却した。1996年には会社をレディング・エンターテイメントと改称した。クレイグ・コーポレーションは、やはりコッターが所有する別の会社であるシタデル・ホールディング・コーポレーションと2001年に合併し、レディング・インターナショナルとなっている。

## 経営陣
レディング鉄道の歴代社長を以下に示す。
- エリフ・チャンシー (Elihu Chauncey) 1834年 - 1842年
- ウィリアム・エムレン (William F. Emlen) 1842年 - 1843年
- ジョン・クライダー (John Cryder) 1843年 - 1844年
- ジョン・タッカー (John Tucker) 1844年 - 1856年
- ロバート・カレン (Robert D. Cullen) 1856年 - 1860年
- アサ・ホイットニー（英語版） 1860年 - 1861年
- チャールズ・スミス (Charles E. Smith) 1861年 - 1869年
- フランクリン・ゴウェン（英語版） 1869年 - 1884年
- フランク・ボンド (Frank S. Bond) 1881年 - 1882年、ゴウェンの代表権について異議がついている間に選ばれた
- ジョージ・デベンビル・ケイム (George DeBenneville Keim) 1884年 - 1887年
- オースチン・コービン（英語版） 1887年 - 1890年
- アーチボールド・マクレオド (Archibald A. McLeod) 1890年 - 1893年
- ジョゼフ・スミス・ハリス（英語版） 1893年 - 1901年
- ジョージ・フレデリック・ベーア（英語版） 1901年 - 1914年
- セオドア・ブーリーズ (Theodore Voorhees) 1914年 - 1916年
- アグニュー・ダイス (Agnew Dice) 1916年 - 1932年
- チャールズ・エウィング（英語版） 1932年 - 1935年
- エドワード・シェーア (Edward W. Scheer) 1935年 - 1944年
- レベレ・ブラウン (Revelle W. Brown) 1944年 - 1952年
- ジョゼフ・フィッシャー (Joseph A. Fisher) 1952年 - 1960年
- ポール・ギャングウェア (E. Paul Gangewere) 1960年 - 1964年
- チャールズ・バートランド (Charles E. Bertrand) 1964年 - 1976年

## 文化面での言及
レディング鉄道は、常により大きくて強大な隣接会社ペンシルバニア鉄道に影を投げかけられていたが、鉄道がアメリカの経済を支配していた時代に何とか大衆からの関心のひきつけることができていた。鉄道はモリー・マグワイアズの標的に頻繁にされており、その抗争は多くのミュージカルや出版物に反映されている。
おそらく、レディング鉄道が当時のアメリカ人の関心を最も惹くのに一番大きなインパクトがあったのは、ゲームの「モノポリー」で、"Go"からわずか5つ先のマスにレディング鉄道が現れることであろう。モノポリーの盤面など、印刷物でのみレディング鉄道を知っていた人の多くはこれを「リーディング鉄道」と呼んでいたが、実際にはペンシルベニア州のレディングにちなんでレディング鉄道と読むのであり、さらにこれはイギリスのバークシャーにあるレディングから来ている。